# ویورل تالاپان
ویورل تالاپان (انگلیسی: Viorel Talapan؛ زادهٔ ۲۵ فوریه ۱۹۷۲) قایقران روئینگ اهل رومانی بود.
وی در مسابقات کشوری و بین‌المللی در مجموع برندهٔ ۴ مدال طلا، ۳ مدال نقره، ۲ مدال برنز شده‌است.